# بول ليفينسون
بول ليفينسون (بالإنجليزية: Paul Levinson)‏ (25 مارس 1947، ذا برونكس في الولايات المتحدة)؛ مغن مؤلف وروائي أمريكي.

## روابط خارجية
- بول ليفينسون على موقع ديسكوغز (الإنجليزية)